# Серхіо Гарсія де ла Фуенте
Серхіо Гарсія де ла Фуенте (ісп. Sergio García de la Fuente, нар. 9 червня 1983, Барселона) — іспанський футболіст, нападник. Виступав, зокрема, за клуб «Реал Сарагоса», а також національну збірну Каталонії. У складі збірної Іспанії — чемпіон Європи.

## Клубна кар'єра
Народився 9 червня 1983 року в місті Барселона. Вихованець футбольної школи клубу «Барселона».
У дорослому футболі дебютував 2002 року виступами за команду клубу «Барселона Б», в якій провів два сезони, взявши участь у 66 матчах чемпіонату.
Згодом з 2003 по 2005 рік грав у складі команд клубів «Барселона» та «Леванте».
Своєю грою за останню команду привернув увагу представників тренерського штабу клубу «Реал Сарагоса», до складу якого приєднався 2005 року. Відіграв за клуб з Сарагоси наступні три сезони своєї ігрової кар'єри. Більшість часу, проведеного у складі сарагоського «Реала», був основним гравцем атакувальної ланки команди.
Протягом 2008–2010 років захищав кольори команди клубу «Реал Бетіс».
До складу клубу «Еспаньйол» приєднався 2010 року. Наразі встиг відіграти за барселонський клуб 135 матчів в національному чемпіонаті.

## Виступи за збірні
Протягом 2004–2005 років залучався до складу молодіжної збірної Іспанії. На молодіжному рівні зіграв у 11 офіційних матчах, забив 4 голи.
2008 року дебютував в офіційних матчах у складі національної збірної Іспанії. Наразі провів у формі головної команди країни 11 матчів, забивши 5 голів.
У складі збірної був учасником чемпіонату Європи 2008 року в Австрії та Швейцарії, здобувши того року титул континентального чемпіона.
| Дата     | Місто     | Господарі | Результат | Гості   | Турнір                  | Голи | Примітки |
| -------- | --------- | --------- | --------- | ------- | ----------------------- | ---- | -------- |
| 31/05/08 | Уельва    | Іспанія   | 2 – 1     | Перу    | товариський матч        | -    |          |
| 18/06/08 | Зальцбург | Греція    | 1 – 2     | Іспанія | ЧЄ 2008 - груповий етап | -    |          |
| Усього   |           | Матчів    | 2         |         | Голів                   | 0    |          |

## Титули і досягнення
- Чемпіон Катару (1):

«Ер-Раян»: 2015-16
Збірні
- Чемпіон Європи (1):

2008
- Чемпіон Європи (U-19): 2002